# Bledius longipennis
Bledius longipennis är en skalbaggsart som beskrevs av Mäklin 1852. Bledius longipennis ingår i släktet Bledius och familjen kortvingar. Inga underarter finns listade i Catalogue of Life.